# Saint-Aubin-les-Forges
Saint-Aubin-les-Forges település Franciaországban, Nièvre megyében. Lakosainak száma 379 fő (2022. január 1.). Saint-Aubin-les-Forges Murlin, Beaumont-la-Ferrière, Chaulgnes, Guérigny, Parigny-les-Vaux, Poiseux és Raveau községekkel határos.

## Népesség
A település népessége az elmúlt években az alábbi módon változott:
| Lakosok száma | 427  | 409  | 413  | 402  | 398  | 392  | 387  | 383  | 379  |
|               | 2013 | 2015 | 2016 | 2017 | 2018 | 2019 | 2020 | 2021 | 2022 |